# Stefan Pollak (Moderator)
Stefan Pollak ist ein deutscher Moderator. Er war lange Zeit insbesondere auf Privatsendern bei Call-in-Gewinnspiel-Sendungen tätig und war dann von 2021 bis 2022 
Anchorman des deutschsprachigen Fernsehprogramms des russischen Staatssenders RT.

## Leben
Pollak wuchs im Harz auf und präsentierte lange Zeit für verschiedene Sender Fernsehgewinnspiele, sogenannte Call-in-Sendungen, in denen Zuschauer animiert werden, sich kostenpflichtig einzuwählen. So moderierte er bis 2008 die Sendung Money-Express auf VIVA Deutschland. Zuletzt moderierte er im Sommer 2021 Gewinnspielsendungen bei Folx TV. Pollak arbeitete zudem für verschiedene lokale Radiosender, etwa Radio Brocken und Radio Gong 96,3 in München, und als Publikumsanheizer für Fernsehshows wie die Talkshow Fliege und Das Supertalent. Pollak ist außerdem als Event-Moderator und Diskjockey tätig.
Im Sommer 2021 wechselte Pollak zum russischen Staatsfernsehsender RT. Seit dem 16. Dezember 2021 moderierte Pollak, teilweise von Moskau aus, die Nachrichtensendungen des deutschsprachigen Programms RT Deutsch. Seinen Wechsel zum russischen Sender erklärte Pollak mit den Auswirkungen der COVID-19-Pandemie, die ihm Einnahmen aus seiner Tätigkeit als Event-Moderator genommen hätten. „Er sei froh, dass er diesen beruflichen Schritt gegangen sei und ‚nicht weiter auf der in der westlichen Welt vorherrschenden Vorurteilswelle schwimme‘“.
Pollak moderierte auch während des russischen Überfalls auf die Ukraine im Jahr 2022 Nachrichten des russischen Senders. Zwar habe Pollak, so die Tageszeitung Der Tagesspiegel, in einer seiner Sendungen zum Frieden aufgerufen, die Sendung erinnere aber an die DDR-Propagandasendung Der schwarze Kanal. Im Verlauf des Jahres 2022 schied er bei RT wieder aus. Mit Pollaks Rolle bei RT DE und seinen Sendungen zum Ukraine-Krieg befasste sich im März 2022 auch Holger Kreymeier in seinem Format Massengeschmack-TV.
Pollak ist Vater zweier Kinder.